# Huni
Huni (... – 2630 a.C.) è stato un faraone appartenente III dinastia egizia.

## Biografia
La posizione di Huni come ultimo sovrano della dinastia gli viene dal Canone Reale che lo pone prima di Snefru, fondatore della IV dinastia e gli assegna un regno di 24 anni.
Tale posizione è confermata anche dal Papiro Prisse e dal Papiro Westcar che alludono ad Huni come al padre di Snefru, che sarebbe nato da una sposa secondaria di nome Meresankh. Proprio a causa della sua non appartenenza alla discendenza diretta, sempre secondo il racconto del papiro Westcar, Snefru avrebbe sposato, per legittimare le sue pretese al trono, la principessa Hetep-heres figlia di Huni e della sposa principale indicata con il titolo di Figlia del Re e sposa del Re.
Nel Canone Reale, cosa del tutto eccezionale, è riportato il fatto che Huni ha costruito Seshem. A questo sovrano è anche attribuita la costruzione di una fortezza sull'isola di Elefantina.
Anche di Huni non conosciamo, con sicurezza, il nome Horo ed i tentativi di associarlo con il nome Horo Qa-Hedjet non hanno finora trovato prove definitive. Huni non risulta collegabile con alcun nome della lista di Manetone sebbene i nomi inseriti nella III dinastia non siano tutti collegabili a sovrani storicamente accertati.
Anche la presunta attribuzione ad Huni della piramide di Meidum manca di solide prove archeologiche, a parte la considerazione che, avendo regnato abbastanza a lungo, avrebbe avuto il tempo per completare il suo monumento funebre.

## Liste Reali
|       |
| \| \| |
|       |
|       |

|  |

|       |
| \| \| |
|       |
|       |

|  |

| V28 | A24 | N35 · Z4 · D40 |

| V28 | A24 | N35 · Z4 · D40 |

| V28 | A24 | N35 · Z4 · D40 |

| V28 | A24 | N35 · Z4 · D40 |

| V28 | A24 | N35 · Z4 · D40 |

| V28 | A24 | N35 · Z4 · D40 |

| V28 | A24 | N35 · Z4 · D40 |

| V28 | A24 | N35 · Z4 · D40 |

| V28 | A24 | N35 · Z4 · D40 |

| V28 | A24 | N35 · Z4 · D40 |

| V28 | A24 | N35 · Z4 · D40 |

| V28 | A24 | N35 · Z4 · D40 |

| V28 | A24 | N35 · Z4 · D40 |

| V28 | A24 | N35 · Z4 · D40 |

| V28 | A24 | N35 · Z4 · D40 |

| V28 | A24 | N35 · Z4 · D40 |

|             |       |     |
| \| \| \| \| |       |     |
|             |       |     |
| M23         | t · n | V28 |

| M23 | t · n | V28 |

|             |       |     |
| \| \| \| \| |       |     |
|             |       |     |
| M23         | t · n | V28 |

| M23 | t · n | V28 |

|             |       |     |
| \| \| \| \| |       |     |
|             |       |     |
| M23         | t · n | V28 |

| M23 | t · n | V28 |

|             |       |     |
| \| \| \| \| |       |     |
|             |       |     |
| M23         | t · n | V28 |

| M23 | t · n | V28 |

## Titolatura
| G5 |

| G5 |

| N29 | S1 |

| N29 | S1 |

| N29 | S1 |

| N29 | S1 |

| N29 | S1 |

| N29 | S1 |

| N29 | S1 |

| N29 | S1 |

| G16 |

| G16 |

|  |

| G8 |

| G8 |

|  |

| M23 · X1 | L2 · X1 |

| M23 · X1 | L2 · X1 |

| V28 | A24 | N35 · Z4 · D40 |

| V28 | A24 | N35 · Z4 · D40 |

| V28 | A24 | N35 · Z4 · D40 |

| V28 | A24 | N35 · Z4 · D40 |

| V28 | A24 | N35 · Z4 · D40 |

| V28 | A24 | N35 · Z4 · D40 |

| V28 | A24 | N35 · Z4 · D40 |

| V28 | A24 | N35 · Z4 · D40 |

| G39 | N5 |

| G39 | N5 |

|                   | \| \| \| Non ancora in uso \| \| \| |
|                   |                                     |
| Non ancora in uso |                                     |
|                   |                                     |

|                   |
| Non ancora in uso |
|                   |

## Altre datazioni
| Autore | Anni di regno  |
| ------ | -------------- |
| Malek  | 2597-2573 a.C. |